# 길

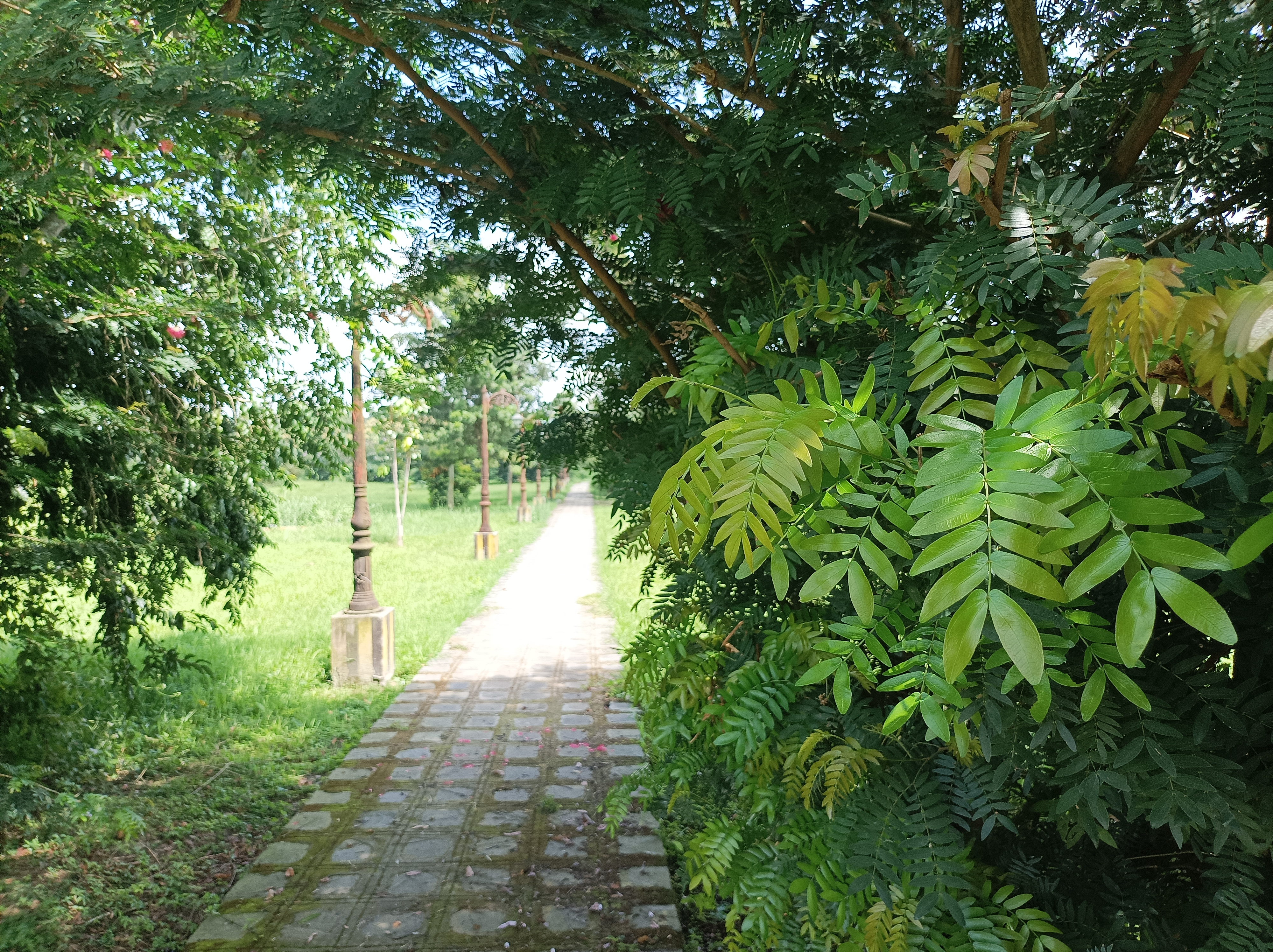
캉글라 요새 안의 오솔길, 림팔

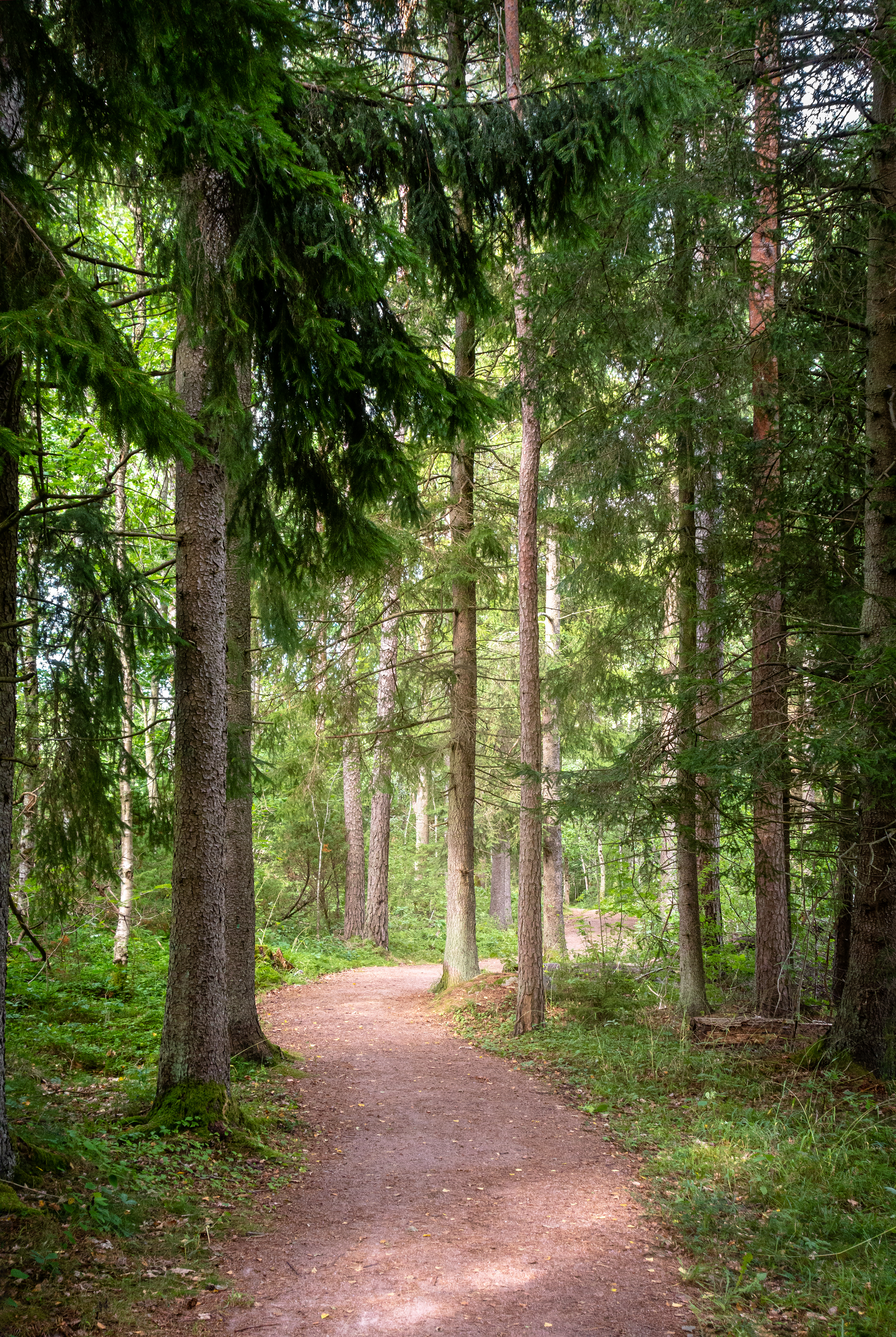
스웨덴 브라스타드의 숲을 통과하는 오솔길

길은 서로 다른 장소를 연결해 주는 통로를 말한다. 사람이 다니는 경로만 가리키기도 하며, 평평하게 정리되어 차가 다닐 수 있도록 만들어진 도로, 도로 옆에 병설된 인도를 가리키는 보도 등의 의미를 모두 포함하기도 한다. 한국어에서는 어떤 상태로 가는 과정을 뜻하는 말로 쓰이기도 한다.
국립공원, 천연보호구역, 보호 지역, 기타 보호된 황무지들은 길을 건너는 사람들의 통행이 금지되어 있는 길(트레일)이 있을 수 있다.

## 같이 보기
- 하이킹
- 레일 트레일
- 길거리
- 도로
- 지명